# Szczelina w Czubatej Skale
Szczelina w Czubatej Skale – jaskinia, a właściwie schronisko, w polskich Pieninach. Wejście do niej znajduje się w Pieninach Czorsztyńskich, w zboczach Czubatki, w pobliżu Zbójeckiej Dziury, na wysokości około 645 m n.p.m. Długość jaskini wynosi 6 metrów, a jej deniwelacja 5 metrów. Znajduje się na obszarze Pienińskiego Parku Narodowego i jest niedostępna turystycznie.

## Opis jaskini
Jaskinię stanowi prawie pionowa, wąska szczelina zaczynająca się w małym otworze wejściowym, a kończąca namuliskiem.

## Przyroda
W jaskini można spotkać nacieki grzybkowe. Ściany są suche, brak jest na nich roślinności.

## Historia odkryć
Brak jest danych o odkrywcach jaskini. Jej plan i opis sporządzili A. Amirowicz, J. Baryła i K. Dziubek w 1993 roku.